# Dmitrij Zakutny
Dmitrij Jefimowicz Zakutny, ros. Дмитрий Ефимович Закутный (ur. w 1897 r. w rostowskiej guberni w Rosji, zm. 1 sierpnia 1946 r. w Moskwie) – radziecki wojskowy (generał major), propagandysta, a następnie szef obywatelskiego zarządu Komitetu Wyzwolenia Narodów Rosji podczas II wojny światowej.
Od 1916 r. służył w armii rosyjskiej, uczestnicząc w I wojnie światowej. W marcu 1918 r. wstąpił do armii bolszewickiej. Brał udział w wojnie domowej z białymi na południu Rosji. W 1923 r. przeszedł kursy piechoty. W latach 1924–1925 był szefem oddziału w sztabie IX Korpusu, a do 1928 r. – zastępcą szefa oddziału w sztabie Zachodniokaukaskiego Okręgu Wojskowego. W 1931 r. ukończył Akademię Wojskową im. M. Frunzego. W latach 1935–1936 służył w Akademii Sztabu Generalnego, a w 1938 r. ukończył ją. Następnie był szefem sztabu XXI Korpusu Strzeleckiego i dowódcą 21 Dywizji Strzeleckiej. 5 czerwca 1940 r. awansował do stopnia generała majora. Po najeździe wojsk niemieckich na ZSRR 22 czerwca 1941 r., objął 21 lipca dowodzenie XXI Korpusu Strzeleckiego.
26 lipca w rejonie Homla dostał się do niewoli niemieckiej. Od razu zadeklarował chęć walki przeciwko stalinizmowi. Został osadzony w obozie jenieckim w Łodzi, a w końcu listopada w oflagu w Hammelburgu. 30 października został przeniesiony do obozu dla wysokich oficerów Armii Czerwonej w Berlinie podległego Abwehrze. Od lutego 1943 r. prowadził działalność propagandową w ramach organizacji "Vineta", podległej niemieckiemu ministerstwu propagandy i oświecenia publicznego Josepha Goebbelsa. Redagował broszury, ulotki, plakaty, odezwy itp. Na jesieni 1944 r. współtworzył Komitet Wyzwolenia Narodów Rosji (KONR), zostając w listopadzie szefem jego obywatelskiego zarządu. Niemcy awansowali go do stopnia generała majora. 20 maja 1945 r. został aresztowany, po czym 13 czerwca przekazany Sowietom przez Amerykanów. W moskiewskim procesie dowódców ROA został skazany na karę śmierci, wykonaną przez powieszenie 1 sierpnia 1946 r.